# São Paulo de Olivença
São Paulo de Olivença – miasto i gmina w Brazylii, w stanie Amazonas. Znajduje się w mezoregionie Sudoeste Amazonense i mikroregionie Alto Solimões.